# Franz Xaver Hoop

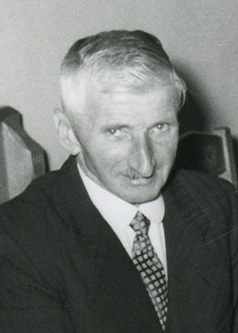
Hoop (1949)

Franz Xaver Hoop (* 5. September 1886 in Ruggell; † 2. November 1960 ebenda) war ein liechtensteinischer Politiker (FBP).

## Biografie
Franz Xaver Hoop war eines von fünf Kindern von Franz Josef Hoop und dessen Frau Maria (geborene Öhri). Er war Bürger der Gemeinde Ruggell und arbeitete als Landwirt.
Wie bereits sein Vater war er in seiner Heimatgemeinde und landespolitisch aktiv. So gehörte er von 1924 bis 1927 dem Gemeinderat von Ruggell an, bekleidete von 1930 bis 1939 das Amt des Gemeindevorstehers und war von 1942 bis 1945 erneut Mitglied im Gemeinderat von Ruggell. Von 1926 bis 1949 war Hoop Abgeordneter im Landtag des Fürstentums Liechtenstein. Von 1933 bis 1937 war er Mitglied im Landesschulrat. Von 1945 bis 1953 war er Regierungsrat in der Regierung des Fürstentums Liechtenstein. Hoop war ein vehementer Gegner der nationalsozialistischer Bestrebungen in Liechtenstein.
1916 heiratete er Barbara Näscher. Aus der Ehe gingen sechs Kinder hervor.